# ハルシュタット湖
ハルシュタット湖(Hallstätter See)はオーストリア・オーバーエスターライヒ州のザルツカンマーグートエリアのハルシュタットにある湖。表面積は8.55 km²、最大水深は125mである。水源はトラウン川で、同川に流出している。
ツーリスト、特にダイバーに人気のスポットである。
プレッテと呼ばれるザルツカンマーグート地方独自のボートがある。
ハイシーズンは5月に始まり、ハーフマラソンが行われる。